# 东郭村镇
东郭村镇，是中华人民共和国河北省邢台市襄都区下辖的一个乡镇级行政单位。

## 行政区划
东郭村镇下辖以下地区：
东郭村社区、五里铺社区、西牛角社区、南陈村社区、北陈村社区、淮家屯社区、东郭庄社区、柴家庄社区、碾子头社区、道口村社区、楼下道社区、南康庄村和新华村。